# Времеви ред
В статистиката, обработката на сигнали, иконометрията и математическите финанси, временен ред или времеви ред е последователност от точки на данните, измерени обикновено в последователни времеви моменти, разположени на унифицирани времеви интервали. Примери за времеви ред са дневните стойности при затваряне на борсите на индекса Дау Джоунс или годишния воден обем на река Нил при Асуан. Анализът на времеви редобхваща методи за анализиране на данни от времеви ред с цел да се излекат статистически данни и други характеристики на данните. Предвиждането на времеви ред е използване на абстрактен модел за предвиждането на бъдещи стойности, базирано на предходни наблюдавани стойности. Времевия ред е често представян графично чрез линейни диаграми.
|  | Тази страница частично или изцяло представлява превод на страницата Time series в Уикипедия на английски. Оригиналният текст, както и този превод, са защитени от Лиценза „Криейтив Комънс – Признание – Споделяне на споделеното“, а за съдържание, създадено преди юни 2009 година – от Лиценза за свободна документация на ГНУ. Прегледайте историята на редакциите на оригиналната страница, както и на преводната страница, за да видите списъка на съавторите. ВАЖНО: Този шаблон се отнася единствено до авторските права върху съдържанието на статията. Добавянето му не отменя изискването да се посочват конкретни източници на твърденията, които да бъдат благонадеждни. |